# Unione Sportiva Ideale 1922-1923
Questa pagina raccoglie i dati riguardanti l'Unione Sportiva Ideale nelle competizioni ufficiali della stagione 1922-1923.

## Rosa
| N. |                   | Ruolo | Calciatore              |
| -- | ----------------- | ----- | ----------------------- |
|    | Italia (bandiera) | D     | Michele Alboreto        |
|    | Italia (bandiera) |       | Cassano                 |
|    | Italia (bandiera) | D     | Giovanni Cavaliere      |
|    | Italia (bandiera) |       | Daliani                 |
|    | Italia (bandiera) |       | De Toma                 |
|    | Italia (bandiera) |       | Di Cagno                |
|    | Italia (bandiera) |       | Giovanni Frangipane     |
|    | Italia (bandiera) |       | Geruzzi                 |
|    | Italia (bandiera) | A     | Umberto Guidobaldi (II) |

| N. |                   | Ruolo | Calciatore           |
| -- | ----------------- | ----- | -------------------- |
|    | Italia (bandiera) |       | Lomiento             |
|    | Italia (bandiera) |       | Maselli              |
|    | Italia (bandiera) | D     | Piscopo              |
|    | Italia (bandiera) | P     | Sebastiani           |
|    | Italia (bandiera) | A     | Giovanni Solfrizzi   |
|    | Italia (bandiera) | P     | Vito Antonio Terioli |
|    | Italia (bandiera) |       | Turchiarulo          |
|    | Italia (bandiera) | A     | Giuseppe Ugenti      |
|    | Italia (bandiera) | D     | Giuseppe Vacca (C)   |

## Risultati

### Prima Divisione

#### Girone pugliese

##### Girone di andata
| Arbitro: | Fioranti (Roma) |

|                   |           |  |
| Guidobaldi II 40’ | Marcatori |  |

| Arbitro: | Palagiano (Taranto) |

|                      |           |                                                              |
| Schiller 3’ Tana 69’ | Marcatori | 50’ Solfrizzi 56’ Frangipane 67’ Guidobaldi II 73’ Ugenti IV |

| 3 dicembre 1922 3ª giornata |  | – Turno di riposo |  |  |

| Arbitro: | Comandini (Roma) |

|                   |           |  |
| Guidobaldi II 60’ | Marcatori |  |

| Arbitro: | Barra (Napoli) |

|            |           |  |
| Scotti 47’ | Marcatori |  |

##### Girone di ritorno
| Arbitro: | Pistilli (Ancona) |

|              |           |                                           |
| Lella II 15’ | Marcatori | 40’ Solfrizzi 55’ Guidobaldi II 70’ Vacca |

| Arbitro: | Baldelli |

|                                                          |           |  |
| Frangipane 2’, ?’, ?’ Solfrizzi Guidobaldi II ?’, ?’, ?’ | Marcatori |  |

| 28 gennaio 1923 8ª giornata |  | – Turno di riposo |  |  |

| Arbitro: | Cugnini (Ancona) |

|                                             |           |  |
| Palmisano 14’, 81’ Santamaria 63’ Bensi 73’ | Marcatori |  |

| Arbitro: | Balducci (Roma) |

|                                      |           |  |
| Guidobaldi II 50’, 56’ Solfrizzi 84’ | Marcatori |  |

#### Semifinali Lega Sud

##### Girone di andata
| Palermo 17 giugno 1923 | Libertas Palermo | 0 – 2 A tav. (forfait) | Ideale | Campo di via Pietro Ranzano |

| Arbitro: | Fioranti (Roma) |

|               |           |  |
| Solfrizzi 41’ | Marcatori |  |

| Arbitro: | Alfieri (Bologna) |

|  |           |                          |
|  | Marcatori | 20’, 75’, 89’ Bernardini |

##### Girone di ritorno
| Arbitro: | Comandini (Roma) |

|                                        |           |                         |
| Maselli 7’ Ugenti IV 75’ Solfrizzi 78’ | Marcatori | 8’ Guerrino 55’ Negri I |

| Napoli 3 giugno 1923 5ª giornata | Internaples | 0 – 2 A tav. (forfait) | Ideale |  |

| Arbitro: | Majani (Torino) |

|                                                                         |           |  |
| Maneschi 9’ Bernardini 20’, 53’ Saraceni II 31’ Filippi 72’ Parboni 89’ | Marcatori |  |

## Statistiche

### Statistiche di squadra
| Competizione                                | Punti | In casa | In casa | In casa | In casa | In casa | In casa | In trasferta | In trasferta | In trasferta | In trasferta | In trasferta | In trasferta | Totale | Totale | Totale | Totale | Totale | Totale | DR  |
| Competizione                                | Punti | G       | V       | N       | P       | Gf      | Gs      | G            | V            | N            | P            | Gf           | Gs           | G      | V      | N      | P      | Gf     | Gs     | DR  |
| ------------------------------------------- | ----- | ------- | ------- | ------- | ------- | ------- | ------- | ------------ | ------------ | ------------ | ------------ | ------------ | ------------ | ------ | ------ | ------ | ------ | ------ | ------ | --- |
| Prima Divisione - Puglie                    | 12    | 4       | 4       | 0       | 0       | 12      | 0       | 4            | 2            | 0            | 2            | 7            | 8            | 8      | 6      | 0      | 2      | 19     | 8      | +11 |
| Prima Divisione - Semifinali Sud - girone B | 8     | 3       | 2       | 0       | 1       | 4       | 5       | 3            | 2            | 0            | 1            | 4            | 6            | 6      | 4      | 0      | 2      | 8      | 11     | -3  |

### Statistiche dei giocatori
| Giocatore       | Prima Divisione | Prima Divisione |
| Giocatore       | Presenze        | Reti            |
| --------------- | --------------- | --------------- |
| M. Alboreto     | 11              | 0               |
| Cassano         | 2               | 0               |
| G. Cavaliere    | 9               | 0               |
| Daliani         | 1               | 0               |
| De Toma         | 1               | 0               |
| Di Cagno        | 1               | 0               |
| G. Frangipane   | 8               | 4               |
| Geruzzi         | 12              | 0               |
| Guidobaldi (II) | 9               | 9               |
| Lomiento        | 2               | 0               |
| Maselli         | 4               | 1               |
| Piscopo         | 12              | 0               |
| Sebastiani      | 10              | -17             |
| Solfrizzi       | 12              | 6               |
| V. Terioli      | 2               | -2              |
| Turchiarulo     | 12              | 0               |
| Ugenti (IV)     | 12              | 2               |
| G. Vacca        | 12              | 1               |